# Sudarshan kriya
Sudarshan kriya (Sanskriet: su = juiste, darshan = visie, kriya is een reinigingsoefening) is een ritmisch ademhalingsproces dat zou zijn geopenbaard aan Sri Sri Ravi Shankar tijdens een periode van stille meditatie van tien dagen in 1982. Vanwege het reinigende karakter wordt sudarshan kriya tot de kriya's gerekend en niet tot de pranayama.
Bij de uitvoering van de kriya wordt de mantra so-hum afgespeeld, so bij de inademing en hum bij de uitademing. De gehele kriya omvat verschillende rondes, met in elke ronde lange, middellange en korte in- en uitademingen die variëren in ritme en intentie. Sudarshan kriya wordt begeleid door enkele andere ademhalingstechnieken, zoals de ujjayi en bhastrika, waarvan voorstanders zeggen dat het helpt onrust in de geest te onderdrukken.
Volgens Shankar bestaan er - net als bij de seizoenen - afwisselende ritmes in het lichaam en het leven, met ook voor de ademhaling, emoties en gedachten een eigen ritme. Al deze ritmes zouden opstijgen vanuit het zijn, waarbij deze kriya ervoor zorgt dat we in het ritme van het zijn komen. Op het zijn wordt hierbij ingewerkt door onze emoties, gedachten, adem en lichaam, totdat elke cel van het lichaam tot leven zou komen en alle erin opgeslagen giftige stoffen en negatieve emoties worden losgelaten. Shankar verklaart de werking met de productie van chemische boodschappers door een gezonde en plezierige geest die van het zenuwstelsel naar het immuunsysteem reizen, wat zowel voor het lichaam als geest tot een verbetering zou leiden.
In een onderzoek van de afdeling neurologie van de All India Institute of Medical Sciences in New Delhi naar sudarshan kriya werd een significante vermindering van angst en depressie vastgesteld. Verder wordt sudarshan kriya ingezet door Art of Living gebruikt als middel tegen trauma. Art of Living is een internationale non-profitorganisatie die door Ravi Shankar is opgericht, die tot doel heeft stress te verminderen op een individueel niveau en geweld en ziekte te verminderen in de maatschappij.